# Бајлас (Аризона)
Бајлас (енгл. Bylas) насељено је место без административног статуса у америчкој савезној држави Аризона.

## Демографија
По попису из 2010. године број становника је 1.962.
| Група             | 2000.    | 2010.     |
| Белци             | 0 (0,0%) | 5 (0,3%)  |
| Афроамериканци    | 0 (0,0%) | 0 (0,0%)  |
| Азијати           | 0 (0,0%) | 0 (0,0%)  |
| Хиспаноамериканци | 0 (0,0%) | 56 (2,9%) |
| Укупно            | 0        | 1.962     |